# آزادزیان
آزادزیان (نام علمی: Eleutherozoa) نام یک زیرشاخه از شاخه خارپوستان است.